# 坂本久
坂本 久（さかもと ひさ、生年不明 - 1852年9月2日（嘉永5年7月19日））は、坂本幸の母、坂本龍馬の祖母で、旧姓は井上、井上好春の長女。万葉学者、歌人。

## 人物
坂本八蔵直澄の妻として迎え、一人娘の坂本幸を出産する。
幸以外の子が生まれないことから、1813年（文化10年）、白札郷士山本家から常八郎だった16歳から17歳の坂本直足を養子縁組として迎え、1814年（文化11年）幸が17歳で長男大蔵（後の坂本権平）とそのあと、坂本龍馬と3女が授かった。
坂本八蔵は1816年（文化13年）8月4日で享年52歳で、黄泉の客となったが、健在していた久や常八郎と幸夫妻が郷士坂本家を取り仕切るようになった。
和歌も堪能であり、1845年（弘化2年）5月18日、紀州の僧観尊が大和国長谷寺本願院で歌会が興行、歌題は「橘」全国から一人一首の投稿を募ってたことろ1200余りの人が応募し、土佐日記の紀貫之の御影に手向けて同年4月に『多知花能香』上下2巻の歌集がまとめられた。そのうち、土佐の国学者や歌人らなど33人が投稿され、その上巻には、久、八平、権平の詠草が収められている。
『古（いにしえ）へをはた忍べとや立花の　下吹く風のわきて薫れる』坂本久
『薫る香を昔の袖にしるべにと　花橘に立つぞやすらふ』坂本八平（直足）
『立花のかげふむ道に香ぐわしき　昔の袖を忍ぶけふかも』坂本権平（直方）
久が68歳の時、多産で長く床についたまま病身となった一人娘の幸がこの世を没した時、臨終の枕元にいた幼い龍馬を正座させて「この子は大器晩成じゃよ」と子守唄のように何度も繰り返し、説き伏せた。
1852年9月2日（嘉永5年7月19日）、龍馬が18歳の時に久は死去した。享年73歳。
「春の夜の月の光はかすめてども　おぼろげならぬ朝の梅ヶ香」久の和歌は、俳人・画家で美術評論家若尾瀾水が『土佐歌人名簿』にも久の名前が挙がっている。